# ماي كالي
ماي.كالي (بالإنجليزية: My.Kali) هي مجلة مفاهيمية الإلكترونية في الشرق الأوسط وشمال إفريقيا التي تعنى بقضايا مجتمعية وبشؤون الأقليات المهمشة والمواضيع المتعلقة بالفن البديل، الجندر وحقوق الجسدية. تأسست المجلة في عام 2007 على يد مجموعة من الطلاب من شتى الدول، من تخصصات مختلفة، ما بين: التصميم، والفنون، والعلوم الإنسانية. تسعى ماي كالي جاهدةً إلى معالجة بعض المشاكل المجتمعية وتمكين الشباب من تحدي الثنائية الجندرية السائدة في المنطقة، تنشر محتواها باللغة العربية والإنجليزية. وسميت بهذا على اسم صاحبها الناشط والمؤثر والمثلي علنًا خالد عبد الهادي والمعروف بكالي، والذي أسسها كأول مجلة إل جي بي تي؛ أي مجتمع الميم.
في مقال للجزيرة الإنجليزية بعنوان 'تضغط من أجل المساواة بين الجنسين في الأردن' ذكرت: «في وقت سابق من هذا العام نشرت المجلة 50 عددًا، واحتفلت المجلة بمرور سبع سنوات. كالي وهو على الغلاف يعانق الرأس المنحوت، جذعه عارٍ يغطيه الغبار الأبيض. العنوان يقرأ:» قل لي سرًا أبيض صغير!"" سرعان ما تم إزالة المقال من الموقع الرسمي ونسخ على المدونات وصفحات بدلاً من ذلك، ويرجع ذلك للضجة الكبيرة التي أثارها هذا التقرير في ذلك الوقت. «المجلة بدأت بطريقة كتير عفوية، ومن منطلق فرد وليس جماعة، المجلة ما بدأت بهيكلة معينة أو بطريقة إستراتيجية». قال خالد عبد الهادي لموقع المنصة.
أظهرت المجلة بانتظام فنانين غير مثليين على أغلفتها لتعزيز القبول بين المجتمعات الأخرى وكانت أول مطبوعة تظهر العديد من فناني تحت الأرض والفنانين المحليين غلافها مثل ياسمين حمدان ، المغني الرئيسي وعازف الكمان في فرقة مشروع ليلى، حامد سنو، وهايغ بابازيان، علاء وردي، زاهد سلطان وغيرهم الكثير. «الأردن هو بلد تقليدي جدًا ونحن نعتبر مثيرين للجدل في الأردن ببساطة لكسرنا الصورة النمطية والخروج من القاعدة،» قال خالد لصحيفة إيجيبت إندبندنت.

## وصلات خارجية
- الموقع الرسمي